# Csanádi-palota
Az aradi Csanádi-palota műemlék épület Romániában, Arad megyében. A romániai műemlékek jegyzékében az AR-II-m-B-00546 sorszámon szerepel.

## Története
Az Aradi és Csanádi Egyesült Vasutak székházaként épült, Ybl Miklós tervei alapján, melyeket utóbb Jiraszek Lajos helyi építész dolgozott át. A vasúti székház épületében lakásokat is elhelyeztek.
1885 és 1940 között az udvari épületben működött az Aradi Közlöny szerkesztősége, és az utcai rész pincéjében helyezték el a hírlap nyomdáját.
A vasút 1927-ig működött; utána az irodákból is lakásokat alakítottak ki.
2019. januárban az épület homlokzatáról leesett egy 12 kg-os kődarab. Júliusban a polgármesteri hivatal felszólította az épület 82 lakóját a homlokzat felújítására, októberben pedig elhatározták az anyakönyvi hivatal elköltöztetését az épület földszintjéről,

## Leírása
A városháza felőli homlokzaton a vasutat jelző szárnyaskerék áll. A kapualja alatt a vasúttal kapcsolatos festmények láthatóak. AZ udvaron két eredeti állapotú gázlámpa áll.